# Lycoris anhuiensis
Lycoris anhuiensis är en amaryllisväxtart som beskrevs av Y.Xu och G.J.Fan. Lycoris anhuiensis ingår i släktet Lycoris och familjen amaryllisväxter. Inga underarter finns listade i Catalogue of Life.